# Rod Roddy
Robert Ray "Rod" Roddy (28 de septiembre de 1937 – 27 de octubre de 2003) fue un presentador radiofónico y televisivo de nacionalidad estadounidense. Es principalmente conocido por su papel como locutor fuera de escena en diversos concursos. Entre los concursos que presentó figuran los shows de la CBS Press Your Luck y The Price Is Right. En este último, sucedió al presentador original, Johnny Olson, manteniendo el puesto desde 1986 hasta el momento de su muerte en 2003.

## Carrera inicial
Nacido en Fort Worth, Texas, tras graduarse en la Universidad Cristiana de Texas, Roddy fue disc jockey y presentador de talk shows en la KLIF y la KNUS-FM de Dallas, Texas. Además trabajó, entre otras importantes emisoras, en la WWKB de Búfalo (Nueva York), la cual cubría la Costa Este de los Estados Unidos. De vuelta a la KLIF y a la KNUS en la década de 1970, Roddy presentó un programa de coloquios telefónicos, "Rod Roddy's Hotline," cuyos controvertidos temas y su dirección le convirtieron en blanco de frecuentes amenazas de muerte. 
Roddy fue también narrador de la sitcom Soap entre 1977 y 1981, reemplazando a Casey Kasem y dando los textos de principio y final de la serie.
El primer trabajo de Roddy como locutor de concursos tuvo lugar en Whew!, emitido entre 1979 y 1980. A partir de entonces trabajó en otros concursos, entre ellos Battlestars (1981 - 1982), Love Connection (1983 - 1985, 1986), Hit Man (1983) y el popular Press Your Luck (1983 - 1986). Roddy fue la voz del personaje Mike the Microphone que presentaba a Mickey Mouse al inicio de los episodios de la serie animada de Disney House of Mouse. Así mismo, Roddy dio voz a diferentes anuncios comerciales de carácter nacional, entre ellos los de las empresas Pennzoil y Public Storage.

## The Price Is Right
Tras la muerte de Johnny Olson, locutor de Goodson-Todman, en octubre de 1985, Roddy fue elegido como uno de los diferentes locutores sustitutos (los otros fueron Rich Jeffries, Bob Hilton, y Gene Wood) para narrar The Price Is Right. El trabajo le fue ofrecido en primer lugar a Hilton, que hubo de declinar la oferta al tener compromisos previos. A pesar de narrar únicamente seis episodios (el que menos de los cuatro), el 17 de febrero de 1986 se anunció que Roddy iba a ser el locutor regular del show. Roddy fue también el locutor de The Price Is Right de franja nocturna, presentado por Tom Kennedy, ocupando el vacío dejado por la muerte de Olson.
En el transcurso del programa Roddy se sometió a un severo régimen alimenticio y físico, perdiendo una gran cantidad de peso, con el resultado de ganar mayor audiencia y más tiempo dedicado a aparecer frente a las cámaras.
Una de las características de las actuaciones de Roddy era el uso de chaquetas deportivas de colorido brillante, las cuales eran fabricadas en Hong Kong, y que acabaron siendo uno de los puntos distintivos del show. Por dicho motivo se trasladaba varias veces al año a Bangkok para adquirir nueva ropa, viajando también a Tailandia como embajador oficial a Chiang Mai.
A partir de la temporada 31 las actuaciones de Roddy frente a las cámaras se eliminaron del show, existiendo controversia sobre las causas verdaderas de dicha decisión, y especulándose sobre una mala relación entre Roddy y Bob Barker, presentador del programa.

## Enfermedad y muerte
El 11 de septiembre de 2001, a Roddy se le diagnosticó un cáncer de colon. Por esa razón hubo de retirarse temporalmente de sus actividades, siendo sometido a cirugía y a quimioterapia. Roddy volvió al trabajo al cabo de un mes, pero el cáncer recidivó y Roddy hubo de ausentarse nuevamente para someterse a cirugía el 20 de septiembre de 2002. Aunque recuperado en un mes, en abril de  2003 le diagnosticaron un cáncer de mama. Nuevamente fue intervenido quirúrgicamente, pero en esta ocasión presentó complicaciones graves que le impidieron narrar The Price is Right durante el resto de la temporada 31. El diagnóstico hizo que Roddy se convirtiera en sus últimos años en defensor de la detección precoz del cáncer.
A pesar de luchar más de dos años con su enfermedad, Roddy siguió narrando The Price Is Right todo el tiempo que le fue posible, hasta que debió ser hospitalizado dos meses antes de su muerte, ocurrida el 27 de octubre de 2003 en Los Ángeles, California, solo un mes después de haber cumplido los 66 años de edad. Tras su muerte, le sustituyeron varios locutores, entre ellos Burton Richardson y Randy West, aunque en abril de 2004 finalmente le reemplazó Rich Fields. Roddy fue enterrado en el Cementerio Greenwood Memorial Park de Fort Worth, Texas.